# Вайлу, Кит
Кит Вайлу (Keith Andrew Wailoo; род. 1962) — американский историк. Доктор философии, Университетский профессор Принстона; член Национальной медицинской академии США (2007). Лауреат премии Дэна Дэвида (2021).
Окончил Йель как бакалавр химической инженерии. Затем три года проработал научным литератором.
Степень доктора философии по истории и социологии науки получил в Пенсильванском университете. Тогда же начал заниматься историей медицины.
До перехода в Принстон, где ныне он именной Университетский профессор (Henry Putnam University Professor) — и заведовал кафедрой истории, преподавал в медшколе Университета Северной Каролины в Чапел-Хилле и в Ратгерском университете, где состоял именным профессором (Martin Luther King Jr. Professor) истории.
В 2020—2022 годах президент American Association for the History of Medicine. Член Американской академии искусств и наук (2021).
Публиковался в Lancet, New York Times, American Prospect, Bulletin for the History of Medicine, Journal for the History and Philosophy of the Life Sciences, Journal of Health Politics, Policy, and Law.

## Книги
- Drawing Blood: Technology and Disease Identity in Twentieth Century America (Hopkins, 1997)
- Dying in the City of the Blues: Sickle Cell Anemia and the Politics of Race and Health (University of North Carolina, 2001)
- The Troubled Dream of Genetic Medicine: Ethnicity and Innovation in Tay-Sachs, Cystic Fibrosis, Sickle Cell Disease (Johns Hopkins University Press, 2006)
- How Cancer Crossed the Color Line (Oxford University Press, 2011)
- Pain: A Political History (Johns Hopkins, 2015)
- Pushing Cool: Big Tobacco, Racial Marketing, and the Untold Story of the Menthol Cigarette (University of Chicago Press, 2021)